# Pat Benatar

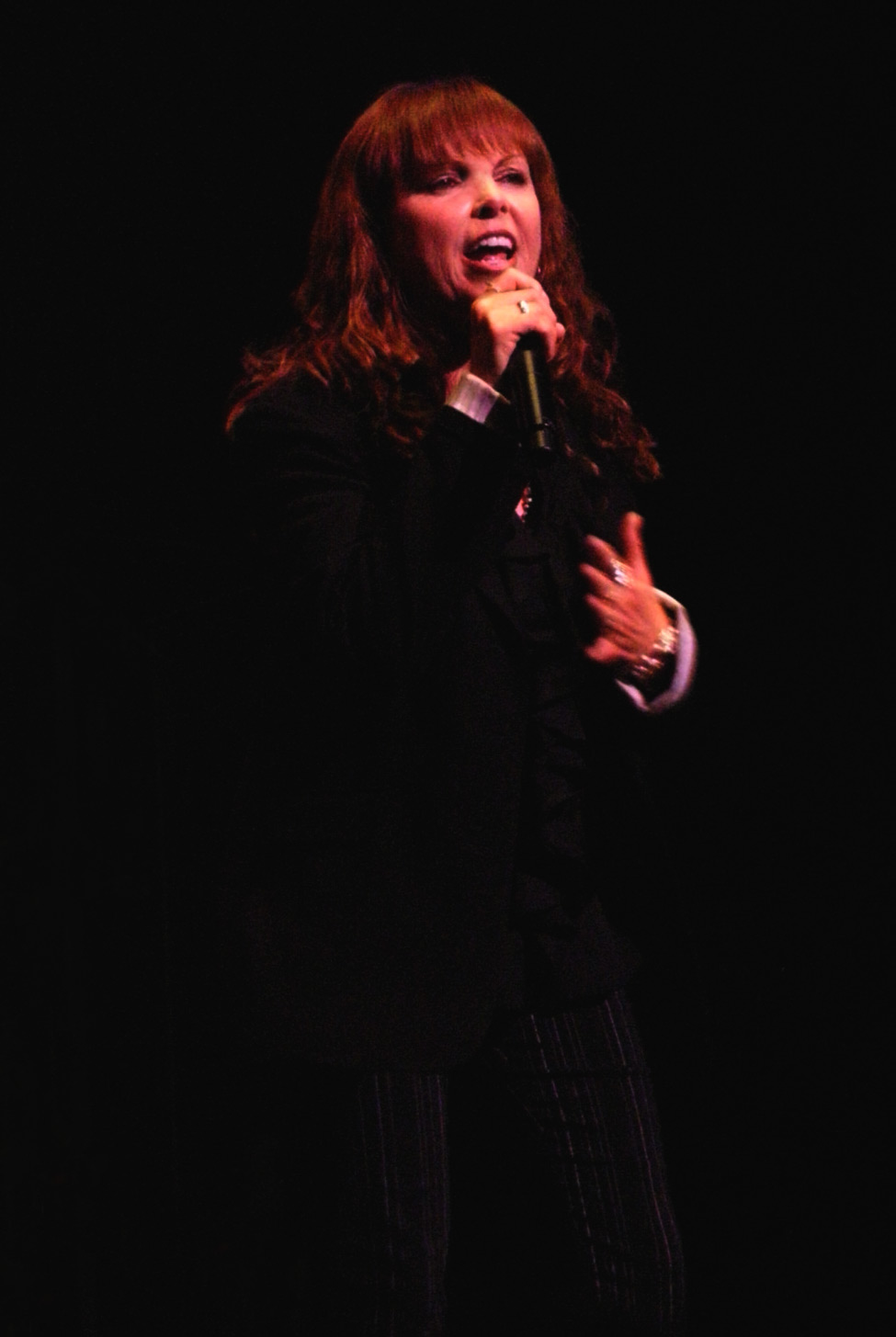
Pat Benatar.

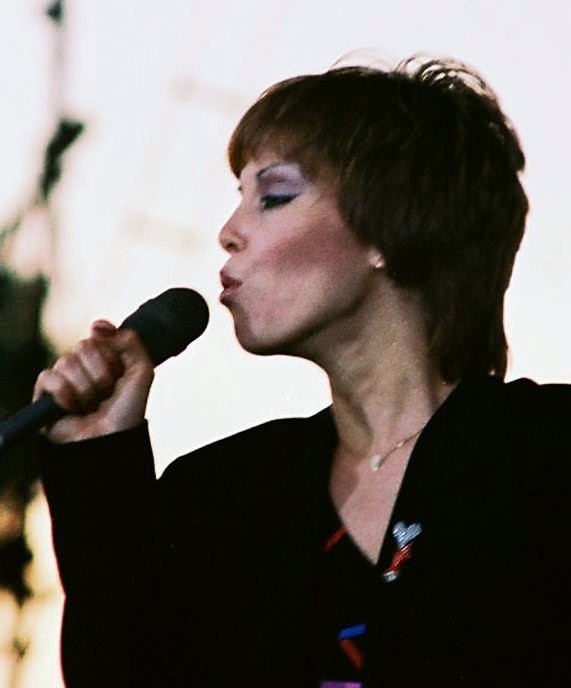
Pat Benatar

Patricia Mae Andrzejewski (Brooklyn, Nueva York, 10 de enero de 1953), conocida como Pat Benatar, es una cantante de rock estadounidense. Tuvo numerosos éxitos durante la década de 1980, tales como "Fire and Ice", "Heartbreaker", "I Need a Lover", "Love Is a Battlefield", "Promises in the Dark", "We Belong", "Hit Me With Your Best Shot" y "You Better Run", el segundo vídeo que fue transmitido en MTV tras el de Video Killed the Radio Star, de "The Buggles".

## Biografía
Patricia Mae Andrzejewski nació de una familia de origen polaco e irlandés en Brooklyn, y creció en Lindehurst, Nueva York, inicialmente estudió ópera como su madre. A los 19 años, se casó con su novio de la secundaria, Dennis T. Benatar, de quien tomó el apellido con el cual se hizo conocida. Poco tiempo después se mudó a Richmond (Virginia) donde trabajaba como cajera en un banco y por las noches cantaba. Ella y su esposo se mudaron a Nueva York en 1975 donde, poco tiempo después, se divorciaron. 
Pat empezó a desarrollar su carrera como cantante y, en 1977, fue descubierta en un concurso amateur de un club de comedia en Nueva York, Catch a Rising Star. Después de su exitosa actuación en el club, Pat Benatar finalmente encontró su personalidad en el escenario en un disfraz de "Halloween", que originalmente utilizó como una broma: "El público siempre era cortés, pero en esta ocasión se volvieron locos", declaró posteriormente Pat Benatar, "Siempre eran las mismas canciones, cantadas de la misma forma, y entonces pensé, 'Oh Dios mío... ¡son estas ropas y este maquillaje!'"; debido a esa actuación, fue contratada por Chrysalis Records por su fundador Terry Ellis. 
Posteriormente se casó con el guitarrista de la banda Neil Giraldo (incorrectamente escrito como "Geraldo" en los créditos), con quien tiene dos hijas Haley y Hana Giraldo.
Pat Benatar es conocida por su actitud dura, habiendo grabado un número significativo de canciones con metáforas de batallas (como "Invincible", "Hit me with your Best Shot", "Sex as a Weapon", "Fight it Out", y "Love is a Battlefield") y algunos temas como el abuso infantil ("Hell is for Children", "Suffer the Little Children").  
Ganó cuatro premios Grammy por Mejor desempeño Rock Vocal, Femenino de 1980 a 1983, y fue nominada en cuatro ocasiones adicionales en 1985, 1986, 1988 y 1989.
Pat Benatar todavía compone y sale de gira junto con su marido, también se ha convertido en portavoz comercial de la compañía Energizer.
En el verano de 2005 la mayor de sus hijas, Haley Giraldo, protagonizó el reality show del canal E! Entertainment Television llamado Filthy Rich: Cattle Drive.
En 2006 su canción, "We Belong", fue parte de una campaña de 20 millones de dólares para los hoteles Sheraton. Esta misma canción fue interpretada en la comedia de 2006 Pasado de Vueltas protagonizada por Will Ferrell y dirigida por Adam McKay.
La canción "Love Is a Battlefield" fue cantada durante todo el Dignity World Tour 2007-2008 de la cantautora estadounidense Hilary Duff.
El famoso videojuego Guitar Hero incluyó los éxitos "Hit Me With Your Best Shot" y "Heartbreaker" en Guitar Hero III: Legends of Rock y Guitar Hero World Tour respectivamente. Este último contando con la posibilidad de tocar la guitarra, bajo, batería o cantar con el micrófono.
En el videojuego de acción Sleeping Dogs, aparece el tema "Hit Me With Your Best Shot" en los pubs de karaoke de la ciudad de Hong Kong para que el protagonista pueda interpretarlos.
En el año 2015, su tema "We Belong" ha sido usado en la película "Dando la nota aún más alto" o como se titula en su versión original "Pitch Perfect 2" incluida así en su banda sonora.
En el año 2017 su tema "Love Is a Battlefield" se incluyó en el último capítulo de la segunda temporada de la serie de Netflix "Stranger Things" en la escena del baile de invierno.
En el año 2018 su tema "we Belong" se incluyó como soundtrack en los créditos de Deadpool 2 que se estrenó el 18 de mayo de 2018.
En el año 2021 su tema "Heartbreaker" se incluyó en una escena de la película Nobody que se estrenó el 26 de marzo de 2021.

## Discografía

### Álbumes
| Año  | Álbum                           | USA | UK | Información adicional                              |
| ---- | ------------------------------- | --- | -- | -------------------------------------------------- |
| 1979 | In the Heat of the Night        | 12  | —  | Álbum debut                                        |
| 1980 | Crimes of Passion               | 2   | —  | —                                                  |
| 1981 | Precious Time                   | 1   | 30 | —                                                  |
| 1982 | Get Nervous                     | 4   | 73 | —                                                  |
| 1983 | Live From Earth                 | 13  | 70 | Álbum en vivo con canciones adicionales de estudio |
| 1984 | Tropico                         | 14  | 31 | —                                                  |
| 1985 | Seven the Hard Way              | 26  | 79 | —                                                  |
| 1988 | Wide Awake in Dreamland         | 28  | 11 | —                                                  |
| 1989 | Best Shots                      | 67  | 6  | Álbum de compilación de éxitos                     |
| 1991 | True Love                       | 37  | 40 | —                                                  |
| 1993 | Gravity's Rainbow               | 85  | —  | —                                                  |
| 1997 | Innamorata                      | 171 | —  | —                                                  |
| 1999 | Synchronistic Wanderings        | —   | —  | Caja de compilación de éxitos                      |
| 2003 | Go                              | 187 | —  | —                                                  |
| 2005 | Greatest Hits                   | —   | —  | Álbum de compilación de éxitos                     |
| 2008 | Pat Benatar Ultimate Collection | —   | —  | Álbum de compilación de éxitos                     |

### Sencillos
| Año  | Canción                           | Billboard Hot 100 | EU Mainstream Rock | Sencillos de Reino Unido | Álbum                    |
| ---- | --------------------------------- | ----------------- | ------------------ | ------------------------ | ------------------------ |
| 1979 | "Heartbreaker"                    | 23                | —                  | —                        | In the Heat of the Night |
| 1980 | "We Live For Love"                | 27                | —                  | —                        | In the Heat of the Night |
| 1980 | "You Better Run"                  | 42                | —                  | —                        | Crimes of Passion        |
| 1980 | "Hit Me With Your Best Shot"      | 9                 | —                  | —                        | Crimes of Passion        |
| 1981 | "Treat Me Right"                  | 18                | 31                 | —                        | Crimes of Passion        |
| 1981 | "Fire and Ice"                    | 17                | 2                  | —                        | Precious Time            |
| 1981 | "Promises In the Dark"            | 38                | 16                 | —                        | Precious Time            |
| 1982 | "Shadows Of the Night"            | 13                | 3                  | 50                       | Get Nervous              |
| 1983 | "Little Too Late"                 | 20                | 38                 | —                        | Get Nervous              |
| 1983 | "Looking For a Stranger"          | 39                | 4                  | —                        | Get Nervous              |
| 1983 | "Love Is a Battlefield"           | 5                 | 1                  | 17                       | Live From Earth          |
| 1984 | "We Belong"                       | 5                 | 3                  | 22                       | Tropico                  |
| 1985 | "Ooh Ooh Song"                    | 36                | —                  | —                        | Tropico                  |
| 1985 | "Invincible"                      | 10                | —                  | 53                       | Seven The Hard Way       |
| 1985 | "Sex As a Weapon"                 | 28                | 5                  | 67                       | Seven The Hard Way       |
| 1986 | "Le Bel Age"                      | 54                | —                  | —                        | Seven The Hard Way       |
| 1988 | "All Fired Up"                    | 19                | 2                  | 19                       | Wide Awake In Dreamland  |
| 1988 | "Don't Walk Away"                 | —                 | —                  | —                        | Wide Awake In Dreamland  |
| 1988 | "Let's Stay Together"             | —                 | —                  | —                        | Wide Awake In Dreamland  |
| 1991 | "True Love"                       | —                 | —                  | —                        | True Love                |
| 1991 | "Payin' the Cost to Be the Boss"  | —                 | 17                 | —                        | True Love                |
| 1991 | "So Long"                         | —                 | —                  | —                        | True Love                |
| 1993 | "Everybody Lay Down"              | —                 | 3                  | —                        | Gravity's Rainbow        |
| 1993 | "Somebody's Baby"                 | —                 | —                  | 48                       | Gravity's Rainbow        |
| 1994 | "Crazy"                           | —                 | —                  | —                        | Gravity's Rainbow        |
| 1994 | "Every Time I Fall Back"          | —                 | —                  | —                        | Gravity's Rainbow        |
| 1997 | "Strawberry Wine (Life Is Sweet)" | —                 | —                  | —                        | Innamorata               |
| 1997 | "At This Time"                    | —                 | —                  | —                        | Innamorata               |
| 1997 | "Papa's Roses"                    | —                 | —                  | —                        | Innamorata               |
| 2003 | "Have It All"                     | —                 | —                  | —                        | Go                       |
| 2004 | "Go"                              | —                 | —                  | —                        | Go                       |